# Чепмен, Норман
Норман Чепмен (англ. Norman Chapman; 1937 — 1995) — английский барабанщик группы «The Beatles».

## Биография

### До Битлз
Родился в 1937 году. Занимался изготовлением багет и рам для картин, иногда подрабатывал реставратором.

### Участие в «The Silver Beatles»
«The Silver Beatles» искали нового барабанщика после ухода Томми Мура. Нормана они услышали в клубе Уильямса «Jacaranda». На момент знакомства у Beatles намечались два выступления 16 и 23 июля 1960 года, на сцене «Grosvenor Ballroom» в городе Уолласи. Выступления прошли довольно успешно для всех участников группы. Новым барабанщиком после выступления Beatles остались довольны. Следующие выступление группы состоялось 30 июля 1960 года в зале «Grosvenor Ballroom» (последние выступление для Чепмена).

### После Битлз
В июне 1960 года Чепмен был призван на службу. Он попал в первый батальон Королевского полка, в составе которого служил в Кении и Кувейте. По окончании службы, Чэпмен работал учителем в Южной Англии.
После того, как он закончил свое время на национальной службе, он играл с несколькими местными группами, включая «Ernie Mack» и «The Saturated Seven».
Умер от рака в 1995 году в возрасте 58 лет.